# شاهد خاقان عباسی
شاهد خاقان عباسی (زاده ۲۷ دسامبر ۱۹۵۸ میلادی) سیاست‌مدار پاکستانی است.او که عضو مسلم لیگ پاکستان (ن) است، سابقاً وزارت نفت و منابع طبیعی را در سومین کابینه نواز شریف عهده‌دار بود. شاهد خاقان روز سه شنبه اول اوت ۲۰۱۷ پس از قرائت سوگند نامه وفاداری، رسماً در سمت نخست وزیری آغاز به کار کرد.او تا مه ۲۰۱۸ میلادی در این سمت بود.

## زندگی و تحصیلات
شاهد خاقان عباسی در ۲۷ دسامبر ۱۹۵۸ در کراچی پاکستان متولد شد. عباسی در کالج لاورنس در موری تحصیل کرد و در سال ۱۹۷۸ در دانشگاه کالیفرنیا در لس آنجلس به ادامه تحصیل پرداخت و موفق به اخذ مدرک کارشناسی علوم پایه در رشته مهندسی برق شد. در سال ۱۹۸۵، او به دانشگاه جورج واشینگتن رفت و در آنجا مدرک کارشناسی ارشد مهندسی برق را کسب کرد.

## نخست وزیر موقت
در پی برکناری نواز شریف، نخست‌وزیر پاکستان شاهد خاقان عباسی در ۲۹ ژوئیه ۲۰۱۷ به سمت نخست وزیر موقت پاکستان انتخاب شد. وی که توسط حزب حاکم پاکستان، به این سمت انتخاب شده است، تا تعیین نخست‌وزیر آینده این کشور کنترل اوضاع کشور را در اختیار دارد. 

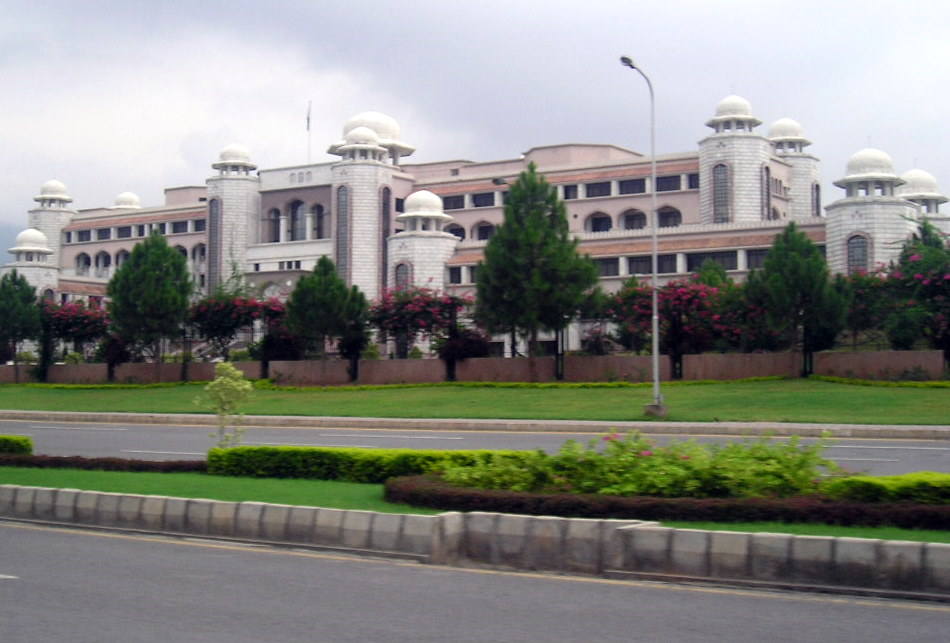
دفتر نخست وزیر پاکستان در اسلام آباد.

وی روز سه شنبه اول اوت سوگند نامه وفاداری را قرائت کرد و پس از آن، رسماً در سمت نخست وزیری آغاز به کار کرد.
نواز شریف نخست وزیر پاکستان پس از سلب صلاحیت توسط دیوان عالی پاکستان به اتهام فساد مالی روز جمعه ۲۸ ژوئیه ۲۰۱۷ از سمت خود استعفا کرد.
شاهد عباسی یکی از نزدیک‌ترین شخصیت‌های سیاسی نزدیک به نواز شریف به شمار می‌رود و در کابینه وی تا برکناری کابینه وزیر نفت بود.

## سمت‌ها
- نخست وزیر موقت پاکستان - از ۲۹ ژوئیه ۲۰۱۷
- وزیر نفت و منابع طبیعی - از ۲۰۱۳ تا ۲۰۱۷
- وزیر بازرگانی و وزارت دفاع در کابینه گیلانی در ۲۰۰۸
- عضو مجلس ملی پاکستان از راولپندی از سال ۱۹۸۸
- رئیس کمیته بین‌المللی خطوط هوایی پاکستان در سال‌های ۱۹۹۷ تا ۱۹۹۹